# Haemulon sciurus
Haemulon sciurus, även grunt eller blåstrimmig grunt, är en fiskart som först beskrevs av Shaw, 1803.  Haemulon sciurus ingår i släktet Haemulon och familjen Haemulidae. Inga underarter finns listade i Catalogue of Life.